# Francisco Reina
Francisco Reina, o Reyna, fue un pintor barroco español activo en Sevilla. Discípulo de  Francisco Herrera el Viejo, parece haber gozado de cierto prestigio en su tiempo si bien en la actualidad su obra es casi completamente desconocida.  

## Biografía

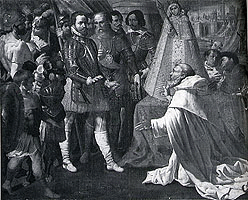
San Fernando entrega la insignia de la orden de la Merced a san Pedro Nolasco, catedral de Sevilla, Sacristía de los Cálices.

Según una Memoria de 1732, Francisco Reina colaboró con Francisco Zurbarán en la serie de pinturas de la vida de san Pedro Nolasco que el extremeño había contratado en 1628 con el convento de la Merced Calzada de Sevilla. La serie, en la que trabajó Zurbarán hasta 1634, año de su partida a Madrid, debía de constar de veintidós lienzos, destinados al claustro de los Bojes, pero es posible que no se llegasen a pintar todos y solo diez se conservan. Los cuatro que la citada memoria asignaba a Reina se guardan actualmente en la catedral de Sevilla: San Fernando entrega la insignia de la orden de la Merced a san Pedro Nolasco, Milagro de la barca, Aparición de la Virgen en el coro y Muerte de San Pedro Nolasco. De composición abigarrada, con recuerdos de las estampas que para la canonización del santo abrió Jusepe Martínez y un plegado de los paños menudo, distante del monumental y escultórico propio de Zurbarán, estos lienzos, no obstante, se han relacionado también en los últimos años con el zurbaranesco Juan Luis Zambrano a raíz de la aparición de los restos de una firma en la Muerte de San Pedro Nolasco tras la limpieza hecha en 1982. 
En la colección de pinturas del II conde del Águila, Miguel de Espinosa, figuraban un cuadro de San Pedro y San Pablo y dos «laminitas pequeñas que muestran a San Ambrosio y San Agustín» atribuidas a Reina. Siguiendo lo que se afirmaba en la memoria de 1732 y el inventario del conde del Águila, Antonio Ponz sostuvo también la atribución de los cuadros de la Merced a Reina, a quien tenía por condiscípulo de Zurbarán y muy semejantes en estilo, si bien advertía que las pinturas habían sufrido numerosos retoques. Además, según Ponz, eran suyas las pinturas del Crucificado y de San Pedro y San Pablo colocadas en el altar de las Ánimas de la parroquia de Omnium Sanctorum de Sevilla, «cuyo estilo casi se equivoca con el de Francisco de Herrera». Ceán Bermúdez, haciendo a Reina discípulo de Herrera y sin mencionar los lienzos de la Merced, afirmó por su parte que en las pinturas de este altar de las ánimas «manifestó haber imitado a su maestro en el empastado y fuerza de claro oscuro». Ceán, por último, le adjudicó los lienzos de la capilla del Rosario en la parroquia de Monte Sion de Sevilla, donde habría fallecido, siendo aún joven, en 1659.